# Công nghiệp văn hóa
Công nghiệp văn hoá (một phần của ngành Công nghiệp sáng tạo), theo các tổ chức quốc tế như UNESCO và Hiệp ước chung về thuế quan và mậu dịch (GATT) thì khái niệm này kết hợp sự sáng tạo, quá trình sản xuất và phân phối hàng hóa, dịch vụ thuộc về văn hóa trong tự nhiên và thường được các quyền sở hữu trí tuệ bảo vệ.

## Khái niệm
Các ngành công nghiệp văn hóa, nói chung bao gồm: nguyên tác, âm nhạc, truyền hình, sản xuất phim và xuất bản cũng như các ngành nghề thủ công và thiết kế. Với một số nước thì kiến trúc, các loại hình nghệ thuật biểu diễn và trực quan, thể thao, quảng cáo và du lịch văn hóa cũng được xếp vào nhóm các ngành công nghiệp văn hóa, góp phần tạo nên giá trị cho các cá nhân và xã hội. Nó đều dựa trên tri thức và cần nhiều nhân công, tạo ra việc làm và của cải. Việc nuôi dưỡng sự sáng tạo và khuyến khích các xã hội đổi mới sẽ duy trì tính đa dạng văn hóa và nâng cao thành tựu, hiệu quả kinh tế.
Các ngành công nghiệp văn hóa trên phạm vi thế giới đã và đang thích ứng với các công nghệ kỹ thuật số tân tiến, hiện đại và với các chính sách quốc gia, vùng miền và của các nhà lãnh đạo quốc tế. Những nhân tố này thay đổi hoàn toàn phạm vi mà các thương phẩm văn hóa, dịch vụ và vốn đầu tư dịch chuyển giữa các quốc gia, và do đó những ngành công nghiệp này đã và đang trải qua một quá trình quốc tế hóa và tập trung phát triển không ngừng, dẫn đến sự hình thành của một vài tập đoàn lớn: một sự độc quyền thiểu số bán toàn cầu mới.

## Kinh nghiệm các nước
Ở Hồng Kông, 85% thu nhập quốc dân có được từ nguồn thu dịch vụ giải trí, truyền hình và quảng cáo.
Ở Nhật Bản, một đất nước có ngành công nghiệp văn hoá tầm cỡ. Điển hình là trong việc viết truyện, xuất bản truyện, làm quà lưu niệm từ các tác phẩm truyện này, làm anime, và làm các game từ các tác phẩm... trung bình doanh thu của họ đã lên đến 2 tỉ USD 
Ở Hàn Quốc, một quốc gia cũng không kém cạnh so với Nhật Bản, các nhóm nhạc, những bộ phim, đều được các phương tiện truyền thông đưa đi khắp trên toàn cầu. Vì thế mà các tác phẩm này được ưa chuộng.